# تاريخ مملكة إيطاليا (1861–1946)
تغطي هذه المقالة تاريخ مملكة إيطاليا خلال الفترة الممتدة من عام 1861 حتى عام 1946.

## توحيد إيطاليا (1738-1870)
أصبحت إيطاليا الحديثة دولة قومية خلال حركة توحيد إيطاليا في 17 مارس 1861، عندما توحدت معظم ممالك شبه الجزيرة الإيطالية ومملكة الصقليتين تحت حكم الملك فيكتور إيمانويلي الثاني -من آل سافوي- ملك سردينيا التي كانت فيه مملكةً شملت بيدمونت.
كان جوزيبي غاريبالدي (4 يوليو 1807 - 2 يونيو 1882) جنديًا إيطاليًا وطنيًا من قوات توحيد إيطاليا. قاد شخصيًا العديد من الحملات العسكرية التي أدت إلى تشكيل إيطاليا الموحدة. وأُطلق عليه لقب «بطل العالمَين» تكريمًا لبعثاته العسكرية في أمريكا الجنوبية وأوروبا.
يُعزى توحيد إيطاليا إلى الكونت كاميلو بينسو دي كافور، رئيس وزراء فيكتور إيمانويل.
ظلت روما نفسها لعقد من الزمان تحت سيطرة البابوية، ولم تصبح جزءًا من مملكة إيطاليا إلا في عام 1870، وهو العام الأخير من تاريخ توحيد إيطاليا.
وضعت هزيمة نابليون الثالث حدًا للحماية العسكرية الفرنسية للبابا بيوس التاسع وفي 20 سبتمبر اخترقت القوات الإيطالية جدران روما عند بورتا بيا ودخلت المدينة. أجبر الاحتلال الإيطالي بيوس التاسع على البقاء في قصره حيث أعلن نفسه سجينًا في الفاتيكان حتى إبرام معاهدة لاتران في عام 1929.
يُعدّ الكرسي الرسولي (دولة الفاتيكان) منذ عام 1929 أرضًا حبيسة مستقلة تحيط بها روما، إيطاليا.

## من التوحيد إلى الحرب العالمية الأولى (1870-1914)
حلمت الحركة القومية الإيطالية منذ بدايتها بانضمام إيطاليا إلى قوى العالم الحديثة. في الشمال، كان التصنيع واسع النطاق وبناء البنية التحتية الحديثة يجري على قدم وساق في التسعينيات من القرن التاسع عشر. ربطت خطوط السكك الحديدية في جبال الألب إيطاليا بشبكات السكك الحديدية الفرنسية والألمانية والنمساوية. تم بناء خطين ساحليين متجهين نحو الجنوب. أُسّست معظم الشركات الصناعية الكبرى باستثمارات كبيرة من ألمانيا وبريطانيا وفرنسا وغيرها. بعد ذلك، قررت الدولة الإيطالية المساعدة في بدء الصناعات الثقيلة مثل مصانع السيارات ومصانع الفولاذ وبناء السفن، واعتماد سياسة تجارية حمائية من ثمانينيات القرن التاسع عشر فصاعدًا. اعتمدت الزراعة في شمال إيطاليا على الأساليب الحديثة، محققةً أرباحًا أكبر، وارتكزت على الجمعيات التعاونية القوية. ومع ذلك، لم يواجه الجنوب نفس النوع من التنمية في أي من المجالات المذكورة أعلاه.

### الفترة الليبرالية
بعد التوحيد، فضّلت سياسات إيطاليا الاشتراكية الراديكالية بسبب اليمين المتشظي إقليميًا، إذ تمسك رئيس الوزراء المحافظ ماركو مينغيتي بالسلطة عن طريق سن سياسات ثورية وذات توجه اشتراكي لاسترضاء المعارضة، مثل تأميم السكك الحديدية. في عام 1876، خُلع مينغيتي وحلّ مكانه أغوستينو دبريتيس، وهو ليبرالي معتدل. بدأ دبريتيس فترة ولايته كرئيس للوزراء بإطلاق فكرة سياسية تجريبية تدعى التحولية. تنص نظرية التحولية على أن مجلس الوزراء يجب أن يختار مجموعة متنوعة من المعتدلين والسياسيين الأكفاء من منظور حيادي. عمليًا، كانت التحولية استبدادية وفاسدة؛ ضغط دبريتيس على المقاطعات للتصويت لمرشحيه إن كانت ترغب في الحصول على امتيازات تفضيلية من دبريتيس عندما يصل المرشحون إلى السلطة. في انتخابات عام 1876، انتُخب أربعة ممثلين فقط من اليمين، ما سمح لدبريتيس بالهيمنة على الحكومة. ويُعتقد أن الإجراءات الاستبدادية والفاسدة هي الوسيلة الرئيسية التي نجح دبريتيس من خلالها في المحافظة على الدعم من جنوب إيطاليا. وضع دبريتيس تدابير استبدادية، مثل حظر الاجتماعات العامة، ووضع الأفراد «الخطيرين» في منفى داخلي على الجزر العقابية النائية في أنحاء إيطاليا واعتمد السياسات ذات التوجه العسكري. سنّ دبريتيس تشريعات مثيرة للجدل في ذلك الوقت، مثل إلغاء التوقيف بسبب العجز عن سداد الدين، وجعل التعليم الابتدائي مجانيًا وإلزاميًا في حين أنهى التعليم الديني الإلزامي في المدارس الابتدائية.

### كرسبي
في عام 1887، أصبح الوزير في حكومة دبريتيس والجمهوري الغاريبالدي السابق فرانشيسكو كرسبي رئيسًا للوزراء. تركّزت اهتمامات كرسبي الرئيسية خلال فترة حكمه على حماية إيطاليا من جارتها الخطرة، الإمبراطورية النمساوية المجرية. للقضاء على هذا التهديد، عمل كرسبي على بناء إيطاليا كقوة عالمية كبرى من خلال زيادة النفقات العسكرية والتوسع، ومحاولة كسب تأييد ألمانيا من خلال الانضمام إلى الحلف الثلاثي الذي تضمن كلًا من ألمانيا والإمبراطورية النمساوية المجرية في عام 1882. أثناء مساعدته لإيطاليا على التطور بشكل استراتيجي، واصل تطبيق التحولية وكان مستبدًا، إذ اقترح ذات مرة استخدام الأحكام العرفية لحظر الأحزاب المعارضة. وعلى الرغم من كونه مستبدًا، وضع كرسبي سياسات ليبرالية مثل قانون الصحة العامة لعام 1888 وأنشأ محاكم انتصاف للانتهاكات التي ترتكبها الحكومة.
أدى الاهتمام الكبير الذي أُولي للسياسة الخارجية إلى الانصراف عن العناصر الزراعية، التي بدأت قوتها تتراجع منذ عام 1873. طالبت كل من القوى الراديكالية والمحافظة في البرلمان الإيطالي الحكومةَ بالبحث في كيفية تحسين الزراعة في إيطاليا. أظهر البحث، الذي بدأ عام 1877 ونُشر بعد ثماني سنوات، أن الزراعة لا تتحسن، وأن ملاك الأراضي يبتلعون إيرادات أراضيهم ولا يساهمون بشيء تقريبًا في تنمية الأرض. تأزّم وضع الإيطاليين من الطبقة الدنيا بسبب تقسيم الأراضي المشاع التي استفاد منها الملّاك فقط. معظم العاملين في الأراضي الزراعية لم يكونوا قرويّين، وإنما كانوا عمالًا لأجل قصير يعملون في أحسن الأحوال لمدة عام واحد. اضطر القرويّون الذين لا يردهم دخل ثابت على العيش على إمدادات غذائية ضئيلة، وانتشر المرض بسرعة وأُبلغ عن تفشّي الأوبئة، بما في ذلك انتشار وباء الكوليرا الذي أودى بحياة 55 ألف شخص على الأقل.
لم تستطع الحكومة الإيطالية التعامل مع الموقف بفعالية بسبب الإنفاق الهائل على حكومة دبريتيس الذي أغرق إيطاليا في الديون. عانت إيطاليا أيضًا اقتصاديًا بسبب الإفراط في إنتاج العنب في سبعينيات وثمانينيات القرن التاسع عشر عندما كانت صناعة كروم العنب في فرنسا تعاني من أمراض تسببها الحشرات. ازدهرت إيطاليا خلال ذلك الوقت كأكبر مصدّر للنبيذ في أوروبا، ولكن بعد انتعاش فرنسا في عام 1888، اضطر جنوب إيطاليا إلى تقليص الإنتاج، ما تسبب في زيادة معدلات البطالة والإفلاس.

### بدايات النزعة الاستعمارية
في أواخر القرن التاسع عشر وأوائل القرن العشرين، حاولت إيطاليا الانضمام إلى القوى العظمى في الاستحواذ على المستعمرات، على الرغم من أنها وجدت ذلك صعبًا بسبب التكاليف العسكرية الباهظة والقيمة الاقتصادية المنخفضة لمناطق التأثير المتبقية عندما شرعت إيطاليا في الاستعمار.
نفّذت الحكومة عددًا من المشاريع الاستعمارية للحصول على دعم القوميين والإمبرياليين الإيطاليين، الذين أرادوا إعادة بناء الإمبراطورية الرومانية. كانت هناك في السابق جاليات إيطالية كبيرة في الإسكندرية والقاهرة وتونس. حاولت إيطاليا أولاً الحصول على مستعمرات عن طريق الدخول في مجموعة متنوعة من المفاوضات الفاشلة مع القوى العالمية الأخرى لتقديم امتيازات استعمارية. أما الأسلوب الآخر الذي اتّبعته إيطاليا هو استكشاف الأراضي غير المستعمَرة وغير المطوَّرة (البكر) عن طريق إرسال مبشّرين إليها. وكانت أجزاء من أفريقيا هي أكثر الأراضي الواعدة والعملية للاستعمار. أسّس المبشّرون الإيطاليون مسبقًا موطئ قدم في مصوع في ثلاثينيات القرن التاسع عشر وتوغّلوا في إثيوبيا.

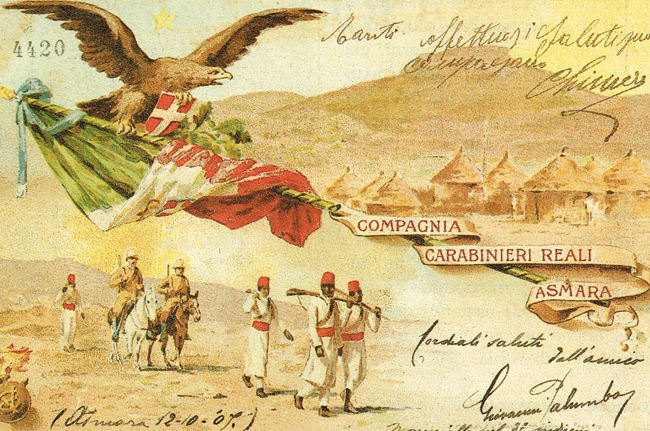
بطاقة بريدية من إريتريا الإيطالية

أثناء بناء بريطانيا وفرنسا لقناة السويس في مصر في خمسينيات القرن التاسع عشر، اعتقد كافور أن هذا يمثل فرصة لوصول إيطاليا إلى الشرق وأراد أن تستفيد البحرية التجارية الإيطالية من إنشاء قناة السويس. في أعقاب مبادرة كافور، حصل رجل يدعى سابيتو على إذن من شركة روباتينو للشحن لاستخدام سفينة بهدف إنشاء محطة في شرق أفريقيا كوسيلة لمدّ طريق إلى الشرق. رسا سابيتو في خليج عصب، وهو جزء من إريتريا الحديثة في عام 1869. بعد عام واحد، اشترت شركة روباتينو للشحن الأرضَ من السلطان المحلي بالنيابة عن الحكومة الإيطالية. في عام 1882، أصبحت عصب رسميًا إقليمًا إيطاليًا، وهي أول مستعمرة تستحوذ عليها إيطاليا. كانت تونس هدفًا مفضلًا بسبب قربها من إيطاليا، إلا أن تهديد الفرنسيين بالرد جعل المحاولة خطيرة للغاية. لم تستطع إيطاليا تحمّل تكاليف التهديد بشن حرب، لأن صناعتها لم تكن متطورة بعد. كانت مدينة عصب بمثابة بداية المغامرات الاستعمارية الصغيرة التي خاضتها إيطاليا في البداية.
في 5 فبراير 1885، استغلالًا للنزاع المصري مع بريطانيا، رسا الجنود الإيطاليون في مصوع في إريتريا الحالية، بعد وقت قصير من سقوط الحكم المصري في الخرطوم. كما كان أساسيًا في السياسة الخارجية لإيطاليا، دعم البريطانيون إيطاليا في الاستيلاء على مصوع من المصريين لأن إيطاليا ساعدتهم سابقًا. في عام 1888، ضمّت إيطاليا مصوع بالقوة، ما سمح لها بمتابعة إنشاء مستعمرة إريتريا الإيطالية.
في عام 1885، عرضت إيطاليا على بريطانيا دعمًا عسكريًا لاحتلال السودان المصري، لكن البريطانيين قرروا أنهم ليسوا بحاجة إلى الدعم الإيطالي لسحق ما تبقى من مصر، إذ سبق وأن قضت قوات المتمرد السوداني المسلم محمد أحمد -تسمى الجيش المهدي في السودان- على القوات المصرية المتبقية، وساعد تدخل إثيوبيا (سُمّيت آنذاك الحبشة) في السودان البريطانيين أيضًا. أدى تدخل إيطاليا السابق في عصب إلى إثارة التوترات مع إثيوبيا، التي كان لها أهداف إقليمية في عصب، وأدى ضمّ إيطاليا الرسمي لمصوع -التي تطالب بها إثيوبيا- في عام 1888 إلى زيادة التوترات.